# Thalasseus acuflavidus
El gaviotín patinegro americano o charrán patinegro americano (Thalasseus acuflavidus) es una especie del género Thalasseus de la familia Sternidae que habita en costas marinas de América.  

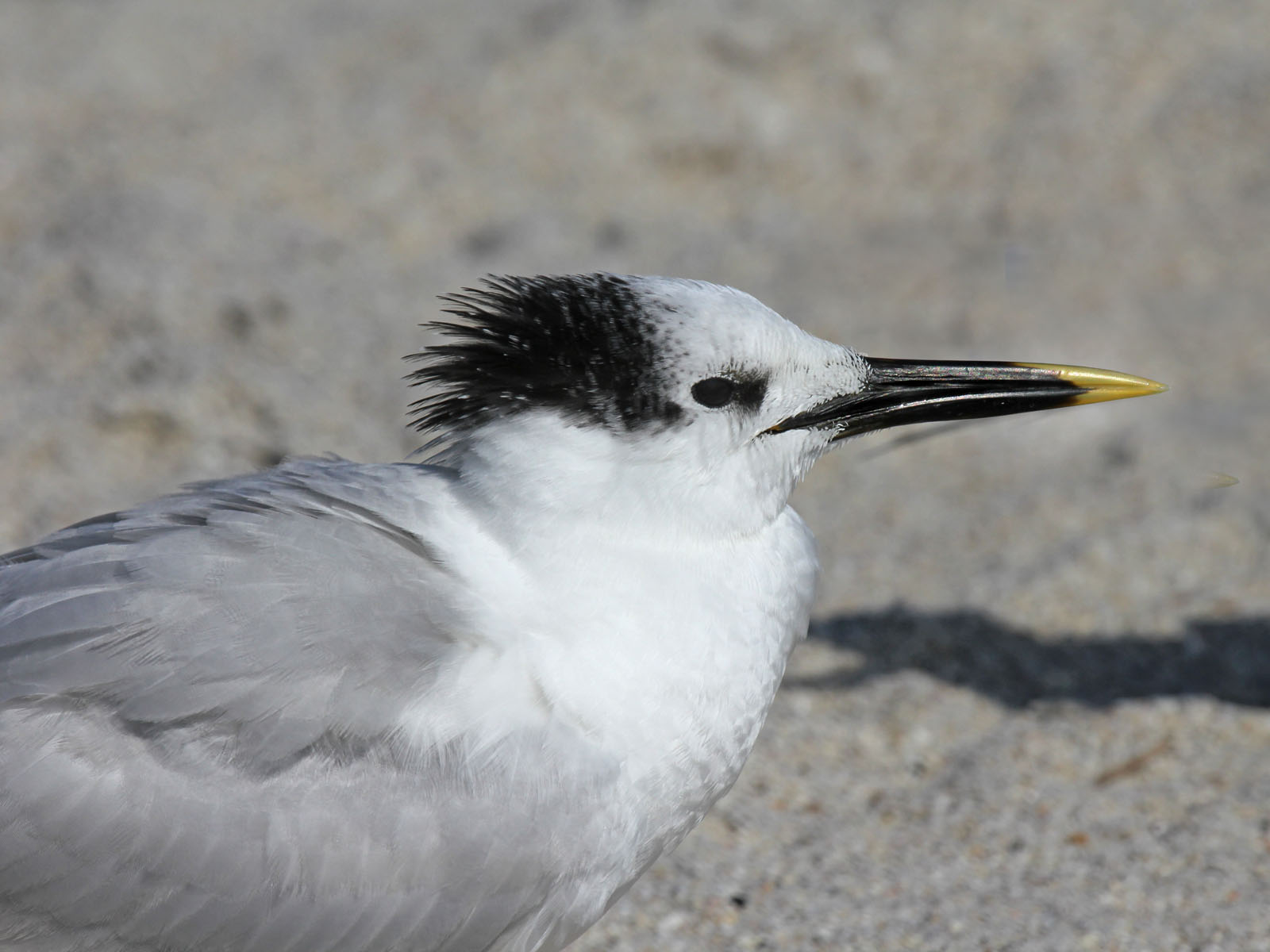
Detalle de la cabeza de un adulto de este charrán, en plumaje no reproductivo, en playa Venice, Florida, EE. UU. Corresponde a la subespecie T. a. acuflavidus.

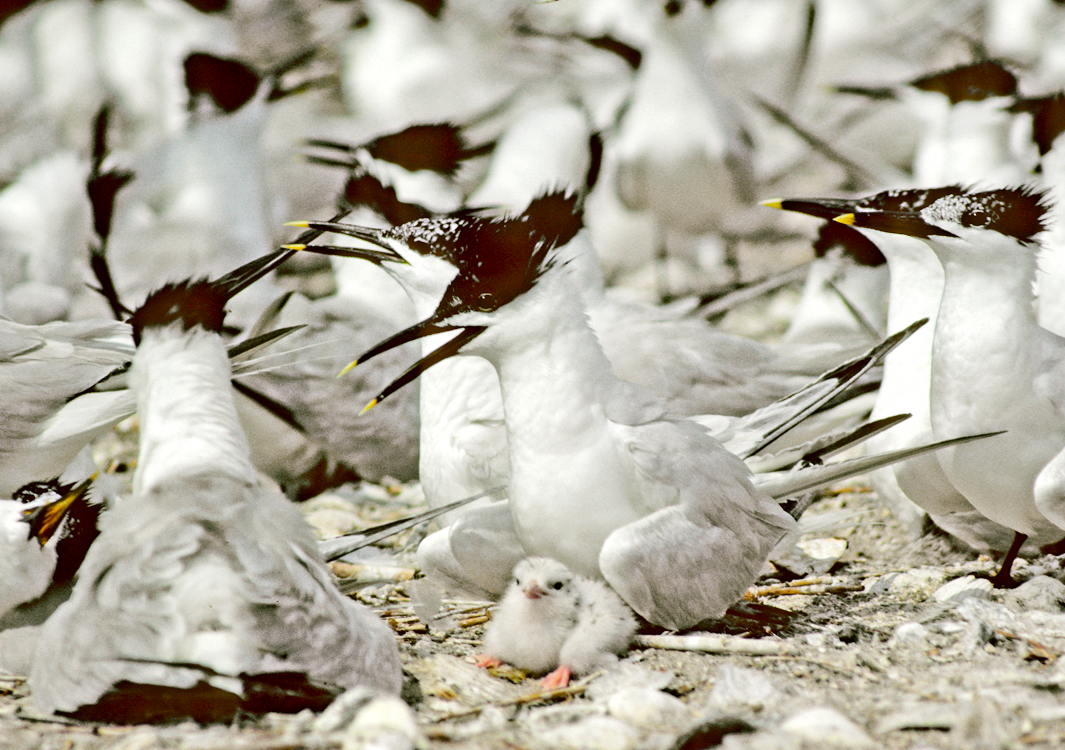
Un adulto en plumaje reproductivo, junto a un pichón, dentro de una densa colonia de reproducción. Corresponde a la subespecie T. a. acuflavidus.

## Distribución
Thalasseus acuflavidus se reproduce en las islas del mar Caribe y las costas del océano Atlántico de América del Norte y del Sur. Su área de distribución se extiende desde el sur de los Estados Unidos, el Caribe, a lo largo de las costas de Colombia, Venezuela,
Surinam, Brasil, y el Uruguay, hasta la Patagonia de la Argentina en la ría de Puerto Deseado. 

## Características
Esta especie muestra un copete crestado negro —que nace en la base del pico—, el cual se reduce a una franja nucal negra en la época invernal. Su pico es largo fino, algo curvo y, según la subespecie, de color negro con la punta amarilla o todo amarillo. Posee el plumaje de las partes superiores de su cuerpo de color gris pálido, mientras que el de las inferiores es de color blanco. la cola es blanca, y bien furcada. las patas son negras. El joven muestra el dorso manchado de pardo, y el pico de color negro.

## Costumbres
Como todos los demás charranes del género Thalasseus se alimenta zambulléndose en el agua para pescar, normalmente en ambientes marinos. Su dieta está integrada mayormente por distintas especies de peces.
Reproducción

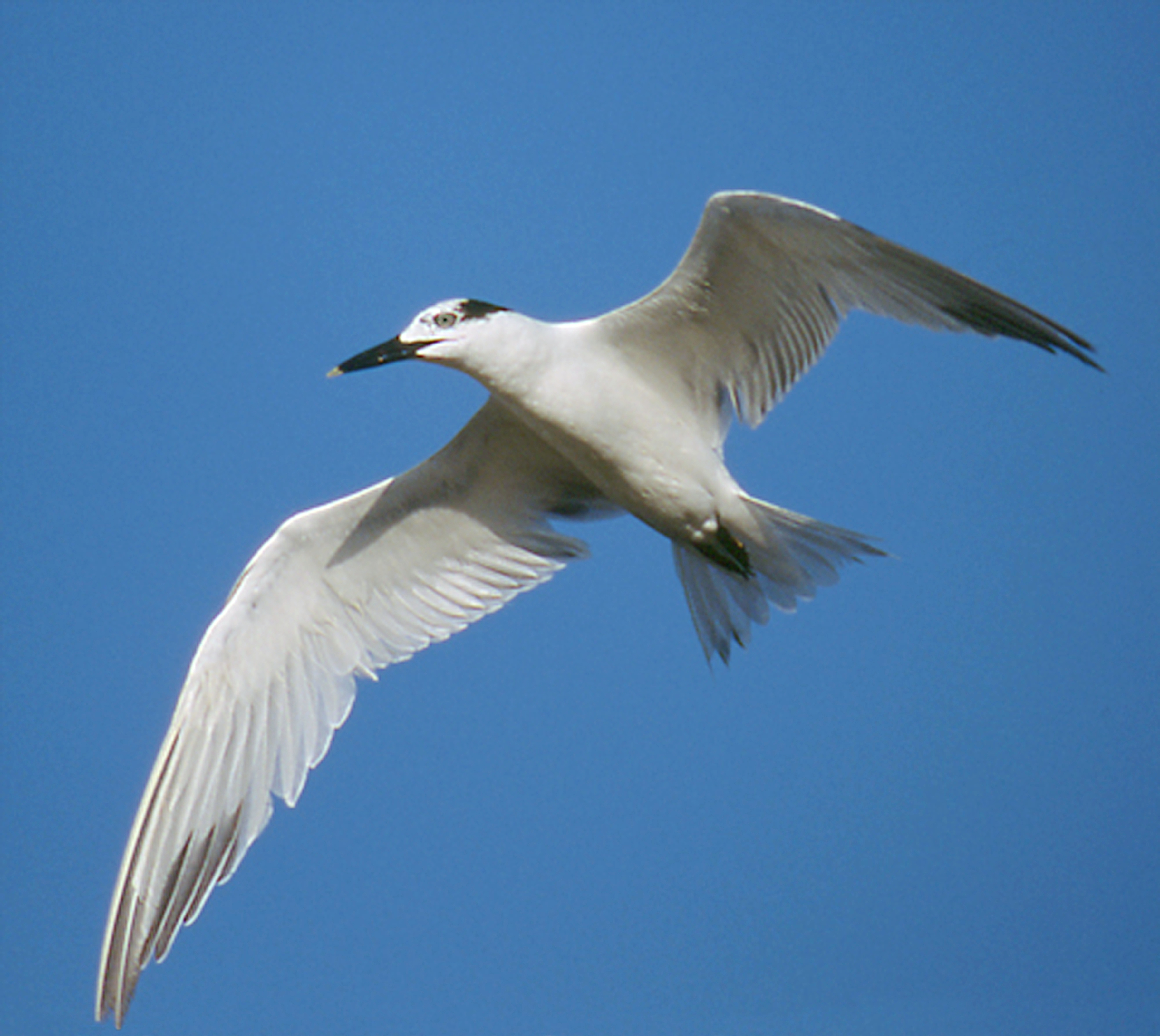
Un adulto en plumaje no reproductivo, en Sanibel, Florida, EE. UU. Se pueden ver los detalles ventrales que exhibe al volar. Corresponde a la subespecie T. a. acuflavidus.

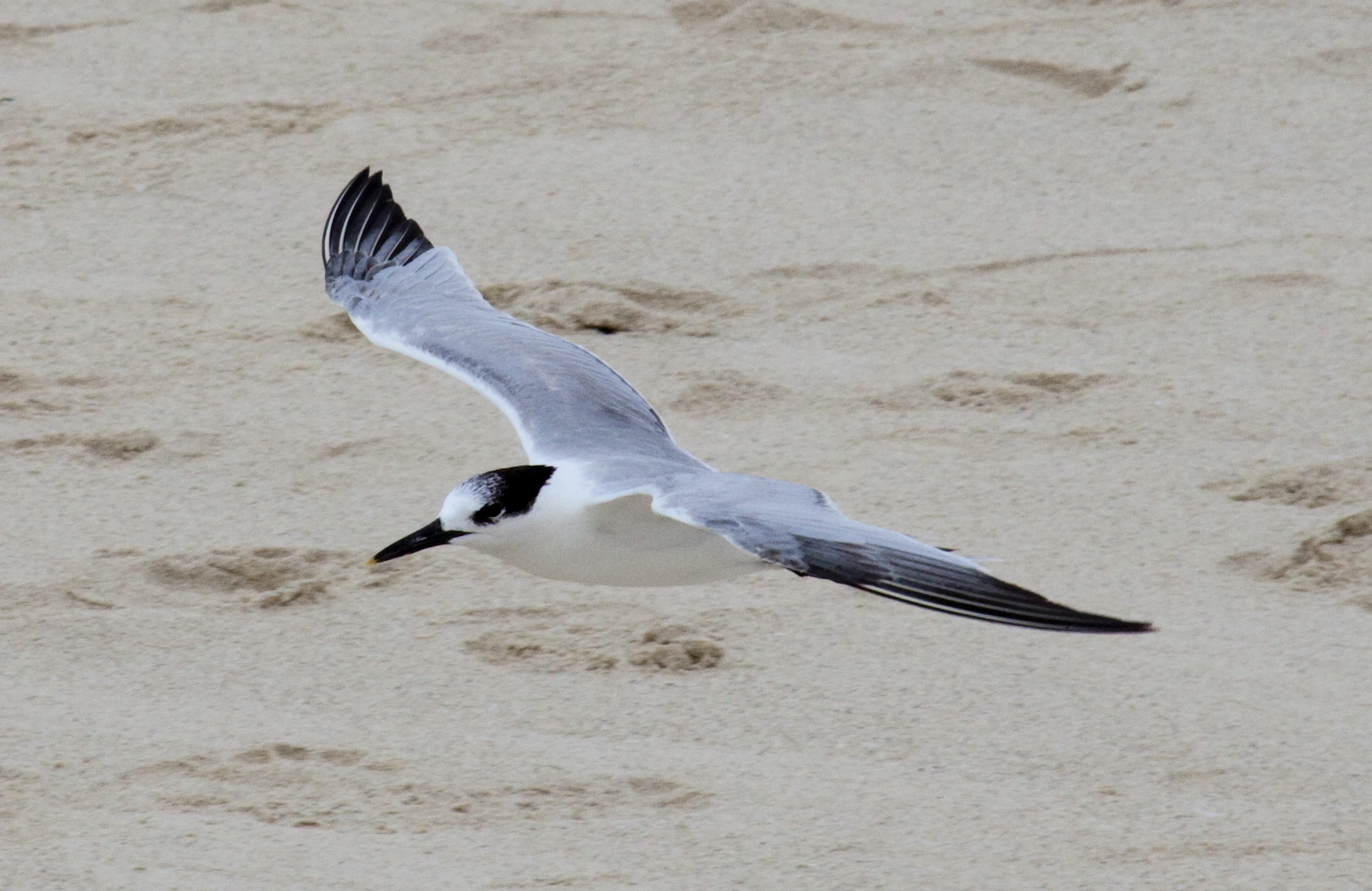
Un adulto en plumaje no reproductivo, en Yucatán, México. Se pueden ver los detalles dorsales que exhibe al volar. Corresponde a la subespecie T. a. acuflavidus.

Se reproduce, generalmente de manera colonial, en islas o costas muy poco perturbadas. Coloca en una concavidad del terreno sus huevos, los que presentan manchas cafés y negras, para generar un perfecto camuflaje con el medio que los rodea. 

## Taxonomía
Esta especie fue descrita originalmente por el ornitólogo Samuel Cabot en el año 1848. Está estrechamente emparentada con el charrán patinegro europeo (Thalasseus sandvicensis) del cual, hasta el año 2009, según algunos autores era solo una subespecie, pero estudios de su ADN permitieron demostrar que ambos taxones son especies plenas.
Al mismo tiempo, y hasta comienzos del siglo XXI se lo situó en el género Sterna.

### Subespecies
Esta especie se subdivide en 2 subespecies:
- Thalasseus acuflavidus acuflavidus  - El gaviotín mexicano, o gaviotín de Cabot. Se reproduce en las islas del mar Caribe y las costas del océano Atlántico de América del Norte. Fuera de la época reproductiva migra hacia las costas atlánticas de América del Sur, llegando por el sur hasta la provincia de Buenos Aires, en el este de la Argentina.[9][10]

- Thalasseus acuflavidus eurygnathus  - El gaviotín pico amarillo, o gaviotín de Cayena. Se reproduce desde Venezuela, Surinam, Brasil,[11][3][4] y el Uruguay, hasta la Patagonia argentina.[12][13][14] No lo hace de manera continua, sino solo en contadas colonias, separadas por cientos o miles de kilómetros sin presencia de nidificación, mayormente por falta de hábitat reproductivo adecuado o por extinciones locales a causa de molestias durante el período reproductivo, habiendo sufrido una fuerte colecta de sus huevos por parte de pescadores. Los ejemplares de las costas de las pampas de la Argentina, Uruguay y el sur de Brasil no nidifican en esas regiones, sino que son migrantes no reproductivos procedentes de las colonias del Brasil oriental y la Patagonia.

Ambas subespecies se reproducen en simpatría en algunas de las islas del Caribe, generando poblaciones híbridas.